# Santa Cruz de Nogueras
Santa Cruz de Nogueras es una localidad y municipio español de la provincia de Teruel perteneciente a la Comarca del Jiloca, comunidad autónoma de Aragón. Se sitúa en el noroeste de la provincia, a 115 km de Teruel. Tiene un área de 15,18 km² con una población de 25 habitantes (INE 2022) y una densidad de 2,11 hab/km². El código postal es 44493.

## Demografía
Santa Cruz de Nogueras cuenta con una población de 24 habitantes (INE 2024).
| Gráfica de evolución demográfica de Santa Cruz de Nogueras entre 1842 y 2021                                        |
| |
| Población de derecho según los censos de población del INE Población de hecho según los censos de población del INE |

## Administración y política
| Período   | Alcalde                  | Partido |  |
| --------- | ------------------------ | ------- |  |
| 1979-1983 | Valero Marteles Zarazaga | UCD     |  |
| 1983-1987 |                          |         |  |
| 1987-1991 |                          |         |  |
| 1991-1995 |                          |         |  |
| 1995-1999 |                          |         |  |
| 1999-2003 |                          |         |  |
| 2003-2007 | Joaquin Solanas Peña     |         |  |
| 2007-2011 | Joaquin Solanas Peña     |         |  |
| 2011-2015 | Gregorio Gurría Mateo    | PAR     |  |

| Partido político    | Partido político               | 2003   | 2007   | 2011   | 2015   |
| Partido político    | Partido político               | Ediles | Ediles | Ediles | Ediles |
|                     | Partido Aragonés (PAR)         | 1      | 1      | 1      | 1      |
|                     | Partido Popular de Aragón (PP) | —      | —      | —      | —      |
| Total de concejales | Total de concejales            | 1      | 1      | 1      | 1      |

## Cultura

### Patrimonio

#### Iglesia de la Invención de la Santa Cruz

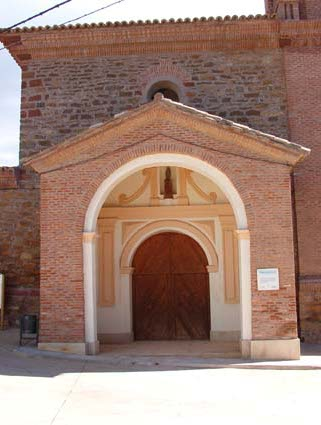
Iglesia de la Invención de la Santa Cruz

Edificio construido en mampostería de esquisto, como toda la población. Consta de tres naves, de cuatro tramos y cabecera poligonal, cubiertas con bóvedas de medio cañón con lunetos. Con coro alto y con torre a los pies de cuatro cuerpos, los tres superiores de ladrillos, el segundo con aristas redondeadas y los superiores octogonales. Fue destruida en 1936 y posteriormente reconstruida.

#### Ermita de San Bartolomé

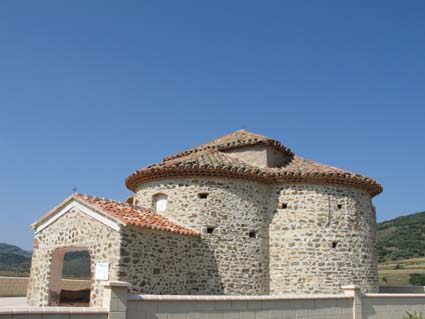
Ermita de San Bartolomé

Construcción de pequeñas dimensiones, pero muy bella en su juego exterior de volúmenes. Tiene planta de cruz griega con todos los brazos en semicírculo y cúpula sobre crucero. Al exterior se acusa fielmente la estructura con los absidiolos de mampostería y el cimborrio cuadrado. Tiene un atrio adosado que se abre por un arco de medio punto. Está relacionada con las de Cucalón y Loscos.

#### Nevera construida en pizarra

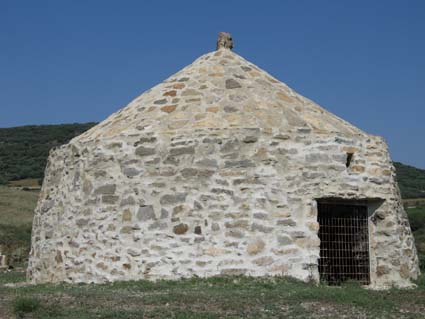
Nevera Santa Cruz de Nogueras

De planta circular, con pozo excavado en la roca y cubierto con bóveda por aproximación de hiladas. Presenta dos accesos, en lados opuestos. Fue restaurada en el año 2005, arreglando las cubiertas y rejuntando la mampostería con cemento blanco. Además se le añadió un remate a modo de espanta brujas.

#### Museo Mares Paleozoicos Santa Cruz de Nogueras

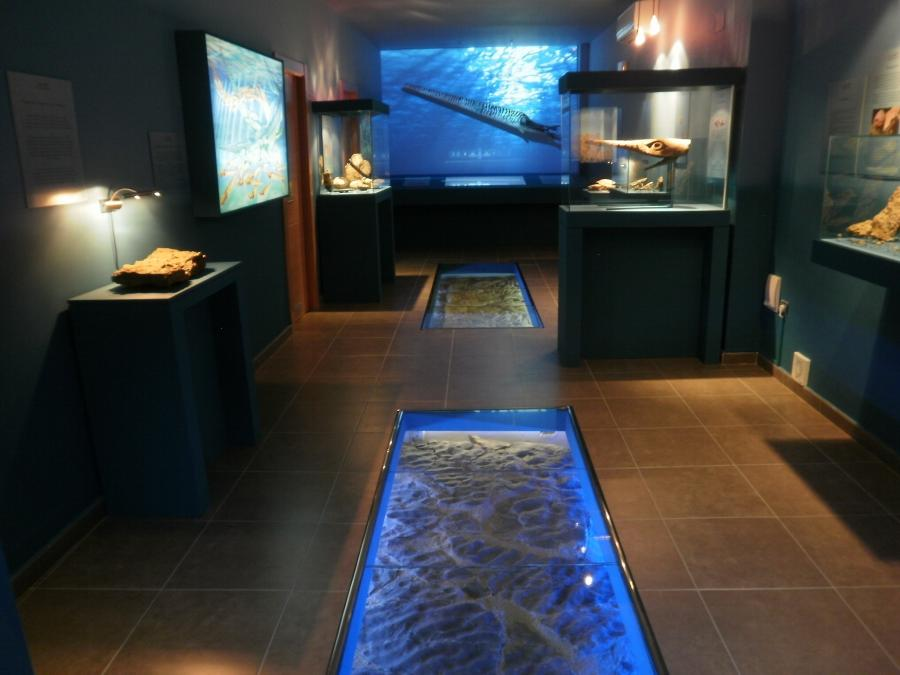
Museo Mares Paleozoicos Santa Cruz de Nogueras

El nuevo museo paleontológico alberga los usos de: sala de exposiciones, sala de conferencias y laboratorio. El edificio de un solo volumen se adapta a la ladera del casco urbano, situado en el centro y mirando al valle del río Cámaras. Se propone como un lugar para la cultura, y recorre el pasado más lejano de la vida de estos lugares.
La planta inferior alberga la exposición permanente "La vida en los mares paleozoicos" cuyas piezas expuestas pertenecen a animales marinos invertebrados del paleozoico (hace 500 millones de años).
La vida en el planeta tierra se ceñía entonces al mar y en su fondo vivían animales que ahora podemos ver fosilizados, por este motivo el azul ha sido el referente de la instalación. La planta superior se divide en dos espacios, el más grande destinado a sala de proyecciones audiovisuales y exposiciones temporales, mientras que el pequeño acoge un taller didáctico, dotado de las principales herramientas que se usan en paleontología para la limpieza, restauración, replicado y fotografía de fósiles.

### Fiestas
- Santa Cruz, 3 de mayo.
- San Bartolomé, 24 de agosto.
- San Miguel, 29 de septiembre.
- Romería a la Virgen de Herrera, 20 de mayo.